# NGC 2354
NGC 2354 (również OCL 639 lub ESO 492-SC6) – gromada otwarta znajdująca się w gwiazdozbiorze Wielkiego Psa. Odkrył ją 6 marca 1785 roku William Herschel. Jest położona w odległości ok. 13,3 tys. lat świetlnych od Słońca.